# Брауншвейг-Целле
Княжество Люнебург (позже известное как Целле) — государство в составе Священной Римской империи, существовало с 1269 по 1705 года. Находилось в пределах современной земли Нижняя Саксония в Германии. В 1705 году объединилось с курфюршеством Брауншвейг-Люнебург, но сохранило право голоса в Рейхстаге как Брауншвейг-Целле.

## Территория
Когда в результате раздела Брауншвейг-Люнебурга в 1269 году возникло княжество Люнебург, владения люнебургских князей состояли из большого количества территориальных прав в районе Люнебурга. Однако его нельзя было назвать единым государством, поскольку многие права принадлежали другим вассалам императорской короны. Только после приобретения многочисленных графств и прав в 13 и 14 веках правителям Люнебурга удалось построить единое государство. После раздела княжеств Брауншвейг-Вольфенбюттель и Люнебург между Бернардом и Генрихом в 1409 году территориальное развитие государства было в основном завершено. В то время Люнебургское княжество включало большую часть Люнебургской пустоши и Вендланда и имело площадь около 11 000 квадратных километров (4200 кв. миль).

## История

### Появление
Княжество Люнебург было создано в результате разделения герцогства Брауншвейг-Люнебург, возникшего в 1235 году из аллодиальных земель Вельфов в Саксонии и переданного в качестве имперского феода Оттону I Дитя, племяннику Генриха I Льва. Название герцогства произошло от двух крупнейших городов — Люнебурга и Брауншвейга. После смерти Оттона два его сына разделили герцогство в 1267 или 1269 году: Брауншвейг отошёл к Альбрехту, а Люнебург — к Иоганну. Вместе два княжества продолжали формировать герцогство Брауншвейг-Люнебург, которое оставалось неделимым в соответствии с имперским законом, все князья различных линий носили титул герцога Брауншвейг-Люнебург. Кроме того, две столицы, Люнебург и Брауншвейг, оставались в общей собственности Вельфов до 1512 и 1671 годов соответственно.

### Старый Люнебургский дом
Когда Иоанн умер в 1277 году, регентство перешло к его брату Альберту от имени несовершеннолетнего сына Иоанна Оттона, прежде чем тот сам пришел к власти в 1282 году. Новый правитель укрепил герцогскую власть и продолжил «политику систематического приобретения» (planmässige Erwerbspolitik) в княжестве Люнебург, которая действовала со времен Оттона Младенца, «округляя аллодиальное поместье Люнебург» (Arrondierung des Lüneburger Allodialbesitzes) за счет покупки многочисленных земель и прав, в том числе в Блеккеде и Хитцакере, графстве Данненберг и графстве Вёльпе.
За герцогом Отто последовали его сыновья, Оттон III и Вильгельм II. Изданный их отцом в 1318 году указ делил княжество между ними, но воля была проигнорирована братьями, и в 1330 году они взяли на себя совместный контроль над неделимым государством. В центре их правления в первые годы была дальнейшая территориальная консолидация княжества. Например, они смогли значительно увеличить свое имение в районе Гифхорна за счет покупки деревни Фаллерслебен, графства Папентайх и Веттмарсхаген. Ещё одним главным приоритетом была политическая поддержка городов, которые стремились к экономическому развитию. Например, люнебургские купцы получили значительную выгоду от работы по обеспечению судоходства по реке Ильменау между Люнебургом и Ильценом, а также от торговых соглашений между люнебургскими князьями и герцогами Саксен-Лауэнбурга. Два брата правили совместно до смерти Оттона III в 1352 году, оставив Вильгельма единолично до его собственной смерти в 1369 году.

### Война за люнебургское наследство
Когда Вильгельм II умер в 1369 году, не оставив сына, первый дом Люнебургов вымер. Согласно династическим правилам Вельфов и желанию покойного, герцог Брауншвейг-Вольфенбюттеля Магнус II был бы законным наследником. Однако император Карл IV считал герцогство имперской вотчиной и передал княжество герцогу Саксен-Виттенберг Альбрехту и его дяде и курфюрсту Саксонии Венцелю из династии Асканиев, что спровоцировало войну за наследство.
Город Люнебург поддержал Асканиев и воспользовался возможности лишить герцогов непосредственного контроля, разрушив герцогский замок на Калькберге 1 февраля 1371 года и вынудив переместить резиденцию в Целле. Попытка 21 октября 1371 года в День святой Урсулы захватить Люнебург и закрепить старые герцогские права потерпела неудачу. В последовавшем за этим военном конфликте противники не смогли добиться соблюдения своих требований, и только Ганноверский мир в 1373 году положил конец войне, по крайней мере, на время. Согласно достигнутому соглашению, Вельфы и Аскании должны были править попеременно.
Магнус умер в 1373 году, поэтому договор между двумя соперничающими домами был дополнительно подкреплен женитьбой его старших сыновей Фридриха и Бернарда I на дочерях Венцеля и женитьбой вдовы Магнуса на Альберте Саксен-Виттенберг. Младший брат Фридриха и Бернара Генрих Мягкий, однако, отказался принять соглашение и продолжал вести войну. Только после битвы при Винзене в 1388 году и смерти Венцеля Виттенберги отказались от своих претензий, и княжество окончательно перешло к Вельфам.

### Люнебургский договор
Война привела к тому, что большая полнота власти перешла к помещикам. Чтобы заручиться поддержкой городов и низшей знати, вельфы и асканцы давали поместьям широкие привилегии и наделяли многочисленными правами и замками. Герцоги Целле Бернхард и Генрих по итогу столкнулись с финансовыми проблемами. Поэтому, когда в сентябре 1392 года они обратились к городу Люнебург с новой просьбой о финансировании, им пришлось согласиться на Люнебургский договор (нем. Lüneburger Sate), по которому поместьям предоставлялись многочисленные привилегии, а герцоги подчинялись совету землевладельцев имений в обмен на ссуду в 50 тыс. марок.
Последующие годы характеризовались возобновлением напряженности между правителями и землевладельцами и попытками герцогов ослабить положение договора. В 1396 году он был окончательно отвергнут. После того, как он заручился поддержкой Швеции и Мекленбурга, заключив договор о дружбе и безопасности, герцог Генрих, за которым вскоре последовал его брат Бернхард, сделал своей резиденцией город Ильцен, что вынудило местные власти объявить о своем выходе из Sate и отдать оммаж герцогам. В ходе последующих столкновений между герцогами и Люнебургом по всей стране велись многочисленные сражения. Благодаря поддержке ганзейских городов Гамбург и Любек Люнебург добился военного превосходства, так что герцоги Целле потребовали мира со своими противниками. В октябре 1397 года был заключено договор без требуемой городом реституции Люнебургского герцогства.

### Средний дом Люнебурга

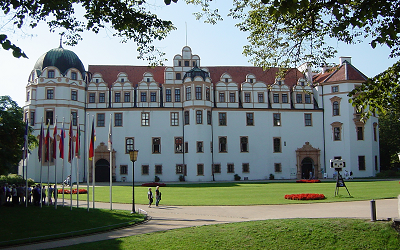
Замок Целле, где располагалась резиденция князей.

За совместным правлением братьев Бернарда и Генриха с 1388 по 1409 год последовало ещё одно разделение княжества, в результате которого Бернар получил Брауншвейг, а Генрих получил Люнебург. После смерти герцога Генриха в 1416 году за ним последовали два его сына, Уильям и Генри. Их правление характеризовалось в первую очередь финансовыми трудностями, от которых страна продолжала страдать после Люнебургской войны за престолонаследие.
В 1428 году произошло дальнейшее разделение поместья Вельф между двумя братьями и их дядей Бернардом, принцем Брауншвейгским. Братья Вильгельм и Генрих получили землю между Дайстером и Лейне, которая позже стала княжеством Брауншвейг-Вольфенбюттель, приобретя княжество Каленберг; а их дядя Бернард получил Люнебургское княжество, став, таким образом, родоначальником Среднего дома Люнебургов.
После смерти герцога Бернарда в 1434 году его старший сын Оттон стал правящим принцем. В 1446 году за ним последовал его брат Фридрих Благочестивый, который, однако, в 1457 году отрекся от престола в пользу своих сыновей Бернарда и Оттона, чтобы поступить во францисканское аббатство в Целле. После того, как оба брата умерли в 1464 и 1471 годах соответственно, Фридрих Благочестивый снова покинул аббатство, чтобы передать бразды правления своему трехлетнему племяннику Генриху Среднему, сыну Оттона Люнебургского и Анны Нассауской..
Когда Фридрих умер в 1478 году, Анна Нассау правила княжеством вместо своего сына, пока он не стал достаточно взрослым, чтобы прийти к власти в Целле в 1486 году; затем она удалилась в свое приданое в замке Люхов. Из-за его роли в епархиальной междоусобице Хильдесхайма и связанной с этим политической оппозиции императору Карлу V Генрих был вынужден отречься от престола в 1520 году в пользу своих сыновей Оттона и Эрнеста Исповедника. Оттон отказался от своего княжества в 1527 году и получил компенсацию в виде Харбургского амта. В 1539 году их младший брат Франциск, который также разделял бразды правления с 1536 года, также отрекся от престола и получил власть Гифхорна, оставив Эрнеста Исповедника править одному.

### Реформация
Одним из приоритетов герцога Эрнеста «Исповедника» было выплатить огромные долги княжества. Когда он пришел к власти, все должности (Ämter) были заложены, за исключением Schlossvogtei. Следовательно, его усилия были направлены в первую очередь на их повторное искупление (Wiedereinlösung). Необходимое повышение налогов привело к серьёзным столкновениям с сословиями. Однако Эрнесту удалось заявить о себе и добиться сокращения государственного долга. Его второй крупной работой было введение протестантской Реформации. Эрнест сам учился в Виттенберге и общался там с учителями Лютера. Вскоре после успеха он начал реформировать Люнебургскую церковь в лютеранство. На каникулах ландтага 1527 года даже враждебно настроенные дворяне заявили о своей поддержке новой веры. В 1530 году Эрнест подписал Аугсбургское исповедание и привез с собой аугсбургского реформатора Урбана Региуса, который в последующие десятилетия в значительной степени отвечал за проведение Реформации в Люнебурге.
Когда герцог Эрнест умер, его сыновья были ещё несовершеннолетними, а два их дяди, Отто и Франциск, отказались от регентства. В результате император постановил, что архиепископ Кельна и граф Шаумбург должны управлять от их имени. Старший сын, Фрэнсис Отто, пришел к власти в 1555 году, но отрекся от престола уже в 1559 году в пользу своих братьев Генриха и Уильяма.
После отставки Генриха десять лет спустя Вильгельм официально правил один до своей смерти в 1592 году, но из-за серьёзных психических проблем он играл лишь очень ограниченную роль в политической жизни и провел свои последние годы в психическом расстройстве. В его правлении, как и в правлении его отца, доминировала принудительная политика облегчения бремени задолженности. Но примирение с городом Люнебургом в 1562 году и связанное с этим получение городом части долга княжества и имперских налогов сыграли важную роль в облегчении тяжелого финансового положения. Дальнейшие важные реформы включали Орден лютеранской церкви, принятый в 1564 году, который практически завершил Реформацию в Люнебурге, а также аулический суд и административные постановления (Hofgerichtsordnung и Polizeiordnung).
У Уильяма осталось 15 детей, в том числе семь сыновей: Эрнест, Кристиан, Август, Фредерик, Магнус, Джордж и Джон. В 1592 году все братья согласились доверить Эрнесту управление всем королевством (с ограничениями) сначала на восемь лет, а в 1600 году — ещё на десять. Затем в 1610 году они договорились, что Люнебургское княжество и все его зависимости должны принадлежать ему и его потомкам как неделимое целое. Однако после смерти Эрнеста в 1611 году и с учётом сложности постоянно новых разделений оставшиеся братья заключили ещё одно соглашение в 1612 году. Согласно этому новому соглашению, каждый из братьев будет осуществлять власть по очереди, но только один из них женится на женщине. соответствующего ранга (так что наследовать могли только их дети). Это продолжило бы герцогскую родословную и сохранило бы единство княжества. Они бросили жребий: жребий выпал второму младшему брату, Джорджу, который женился на Анне Элеоноре Гессен-Дармштадтской в 1617 году.

### Новый дом Люнебург
После смерти Фридриха IV старший сын Георга Кристиан Людвиг унаследовал Люнебург в 1648 году и стал основателем новой правящей династии. В 1665 году он умер, ему временно наследовал третий сын Георга Иоганн Фридрих, который узурпировал трон у второго сына Георга Георга Вильгельма, который тогда владел княжеством Каленберг. Георг Вильгельм вскоре вытеснил Иоганна в Люнебурге, но ему пришлось уступить тому Каленберг, а также княжество Грубенхаген, которое было приобретено Люнебургским домом в 1617 году.
Георг Вильгельм, которого часто называют «герцогом пустоши» (Heideherzog), возглавлял княжеский двор во время его последнего расцвета. Во время его правления был построен театр в стиле барокко, был разбит Французский сад и оформлен фасад дворца в его нынешнем барочном виде. После смерти Георга Вильгельма в 1705 году. Георг Ганноверский, который был благодетелем отречения Георга Вильгельма в 1658 году в пользу своего младшего брата Эрнста Августа и мужа морганатической дочери Георга Вильгельма Софии Доротеи, унаследовал княжество, которое было объединено с курфюршеством Брауншвейг-Люнебург.